# 11月13日
11月13日（じゅういちがつじゅうさんにち）は、グレゴリオ暦で年始から317日目（閏年では318日目）にあたり、年末まであと48日ある。

## できごと

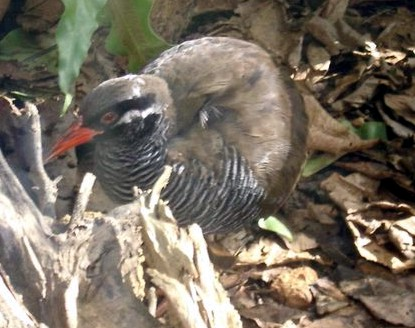
ヤンバルクイナ発見(1981)。

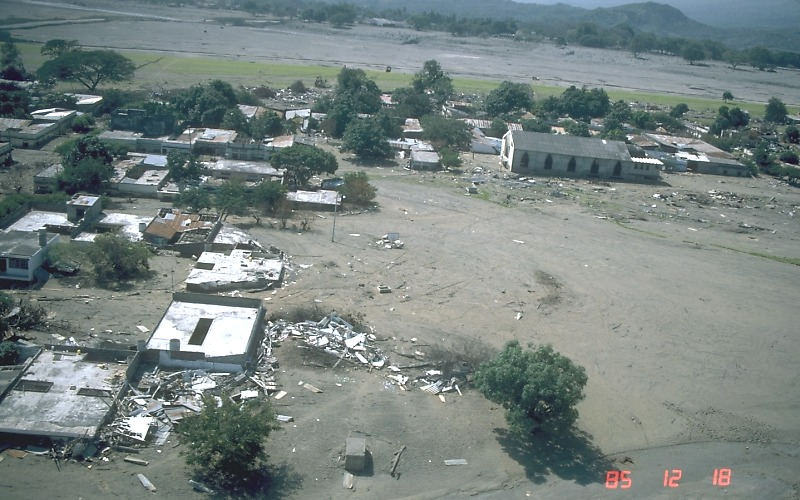
コロンビア、ネバドデルルイス火山が噴火(1985)。泥流に飲み込まれたアルメロの街。

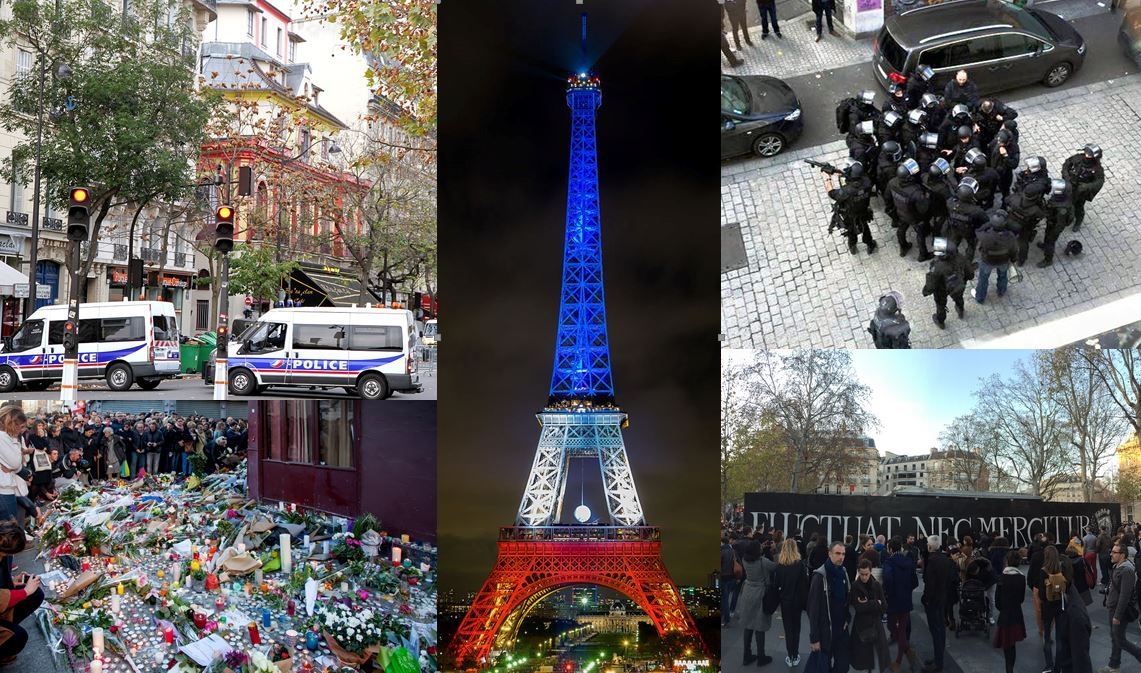
パリ同時多発テロ事件(2015)。

- 1002年 - 聖ブリスの日の虐殺。イングランド王エゼルレッド2世が国内に侵入したデーン人全員の殺害を命令。
- 1720年（享保5年10月14日） - 紙屋治兵衛と紀伊国屋小春とが心中。心中天網島のモデルとなる。
- 1904年 - 日本で初めて翻訳された共産党宣言が平民新聞に掲載される。
- 1918年 - 第一次世界大戦: 連合国軍がオスマン帝国の首都・コンスタンティノープルを占領。(en:Occupation of Constantinople)
- 1921年 - 日本で高橋是清が第20代内閣総理大臣に就任し、高橋内閣が発足。
- 1938年 - 長沙大火。人口50万人の湖南省長沙が中国国民党軍の放火により壊滅。
- 1941年 - 第二次世界大戦: イギリス海軍の空母「アーク・ロイヤル」がドイツの潜水艦U-81の雷撃を受ける。翌日沈没。
- 1944年 - 日本野球報国会が活動終了、プロ野球の休止を宣言。
- 1947年 - ソビエト連邦でアサルトライフル「AK-47」が開発される。
- 1950年 - ベネズエラ大統領カルロス・デルガード・チャルバウドが暗殺される。
- 1956年 - モンゴメリー・バス・ボイコット事件: アメリカ連邦最高裁判所がアラバマ州モンゴメリーの人種隔離政策に対して違憲判決。
- 1966年 - 全日空松山沖墜落事故。全日空機が松山空港沖に墜落。50名全員死亡[1]。
- 1969年 - 東京都営地下鉄泉岳寺駅、営団地下鉄銀座駅で学生が火炎瓶を投擲するテロが発生。通行人や乗客16人が火傷などで重軽傷[2]。
- 1973年 - ソ連に亡命していた女優・岡田嘉子が34年ぶりに日本に帰国。
- 1974年 - 不可解な放射能汚染を受けていたカレン・シルクウッドがオクラホマ州で謎の事故死。
- 1974年 - ロナルド・デフェオ・ジュニアが、ニューヨーク州アミティヴィルの自宅（オーシャン・アベニュー112番地）で両親と4人の弟妹全員を射殺（『悪魔の棲む家』のモデルとなった「デフェオ一家殺害事件」）。
- 1981年 - 沖縄本島の与那覇岳で日本において約100年ぶりに新種の鳥が発見され、「ヤンバルクイナ」と命名される。
- 1982年 - ワシントンD.C.にベトナム戦争戦没者慰霊碑が完成。
- 1983年 - ミスターシービーが菊花賞で勝利し、シンザン以来19年ぶり、日本競馬史上3頭目の三冠馬となる。
- 1985年 - 南米コロンビアのネバドデルルイス火山が噴火。火山泥流で死者2万5千人。オマイラ・サンチェスの悲劇が世界に衝撃を与えた。
- 1989年 - 島根医科大学（現：島根大学医学部）にて日本で初めて生体肝移植がおこなわれる。執刀は永末直文医師。
- 1990年 - 新潟少女監禁事件: 新潟県三条市で市立西鱈田小学校4年生の女児（当時9歳）が下校途中に青年に車に乗せられ行方不明になり、新潟県警察により失踪事件として捜査が行われる[3]。この少女は9年2か月後の2000年1月28日に同県柏崎市の民家の一室で保護されるまで（当時19歳）、この民家の住人である犯人の青年によって誘拐・監禁されていたことが後に判明する[4]。また、この民家には青年の母親が住んでいたが、息子である青年に日頃から家庭内暴力を受けており、青年は母親を脅し、少女が過ごしている2階には立ち入りをさせなかった。
- 1991年 - 宮沢りえのヌード写真集『Santa Fe』が発売。150万部のベストセラーに。
- 1997年 - 北陸自動車道が計画路線延伸後の全線開通。
- 2001年 - アフガニスタンの首都カーブルが北部同盟により制圧。ターリバーン政権が事実上崩壊。
- 2002年 - イラク武装解除問題: イラクが国連安保理決議1441を受託。
- 2004年 - 大牟田4人殺害事件の犯人の1人である男（2011年に死刑確定）が取り調べを受けていた福岡地方検察庁久留米支部の仮庁舎（福岡県久留米市）から逃走、約3時間後に熊本県荒尾市で身柄を確保される事件が発生[5]。
- 2008年 - 史上初の直接撮影された太陽系外惑星であるフォーマルハウトb、HR 8799 b、HR 8799 c、HR 8799 dの発見が発表される。
- 2009年 - バラク・オバマ米大統領が日本を初訪問。鳩山由紀夫首相との日米首脳会議を行う。
- 2015年 - パリ同時多発テロ事件が発生、120人以上が死亡[6]。
- 2019年 - 香港のデモで、香港中文大など複数の大学がデモ激化のため授業の停止を発表。香港政府も、香港全域の小中学校や幼稚園などを14日は休校とすると発表。抗議活動が本格的に始まった同年6月以降、全校休校は初めて[7][8]。
- 2021年 - 将棋の藤井聡太三冠（王位、叡王、棋聖）が、豊島将之竜王に挑戦した第34期竜王戦七番勝負で4連勝を飾り、竜王のタイトルを獲得。19歳3か月で、史上最年少四冠を達成した[9]。
- 2022年 - ダラス航空ショー空中衝突事故が発生、乗員6人全員死亡[10]。

## 誕生日

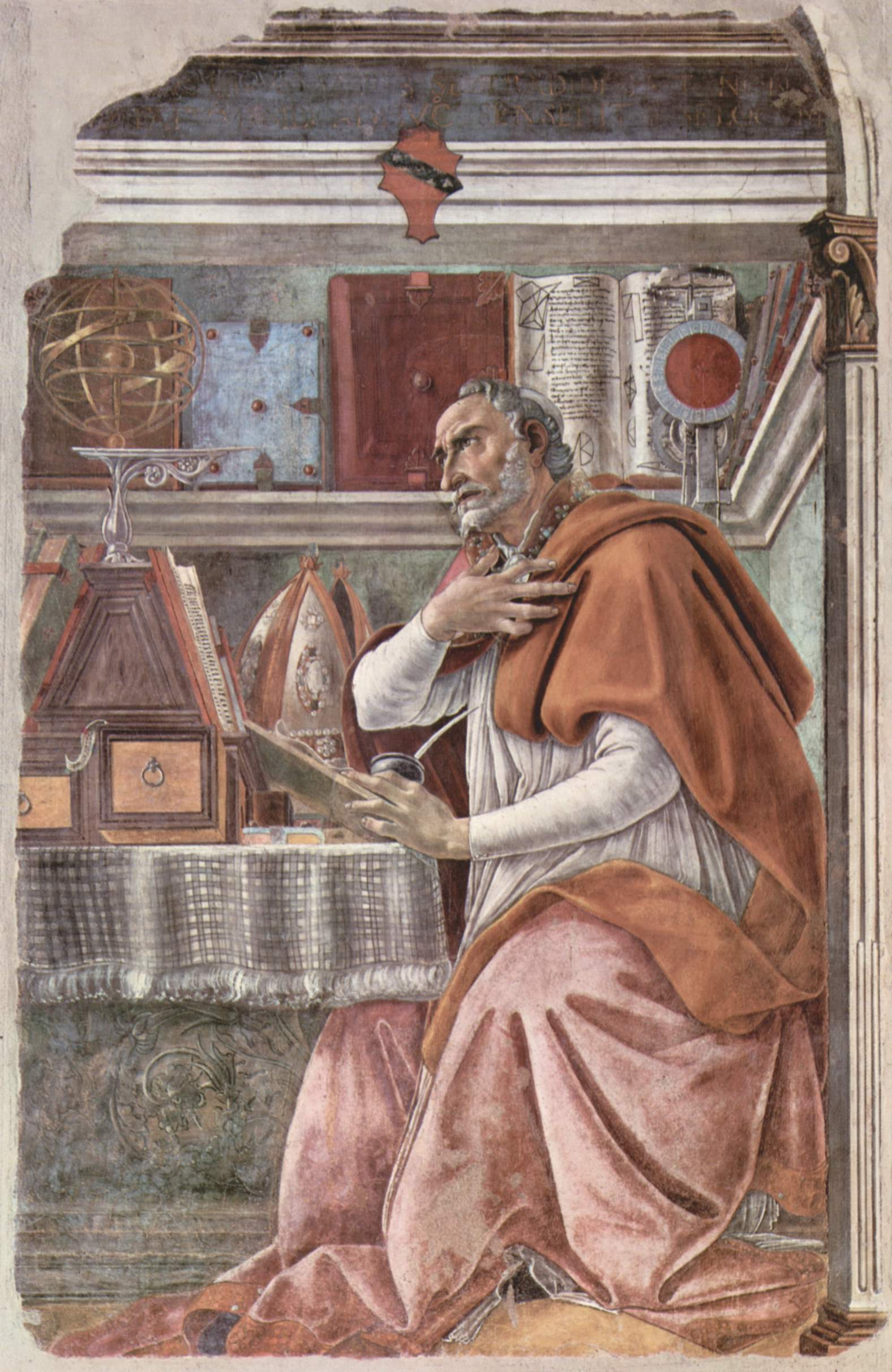
キリスト教教父、アウグスティヌス(354-430)誕生。画像はボッティチェリによる1480年ごろの作品。

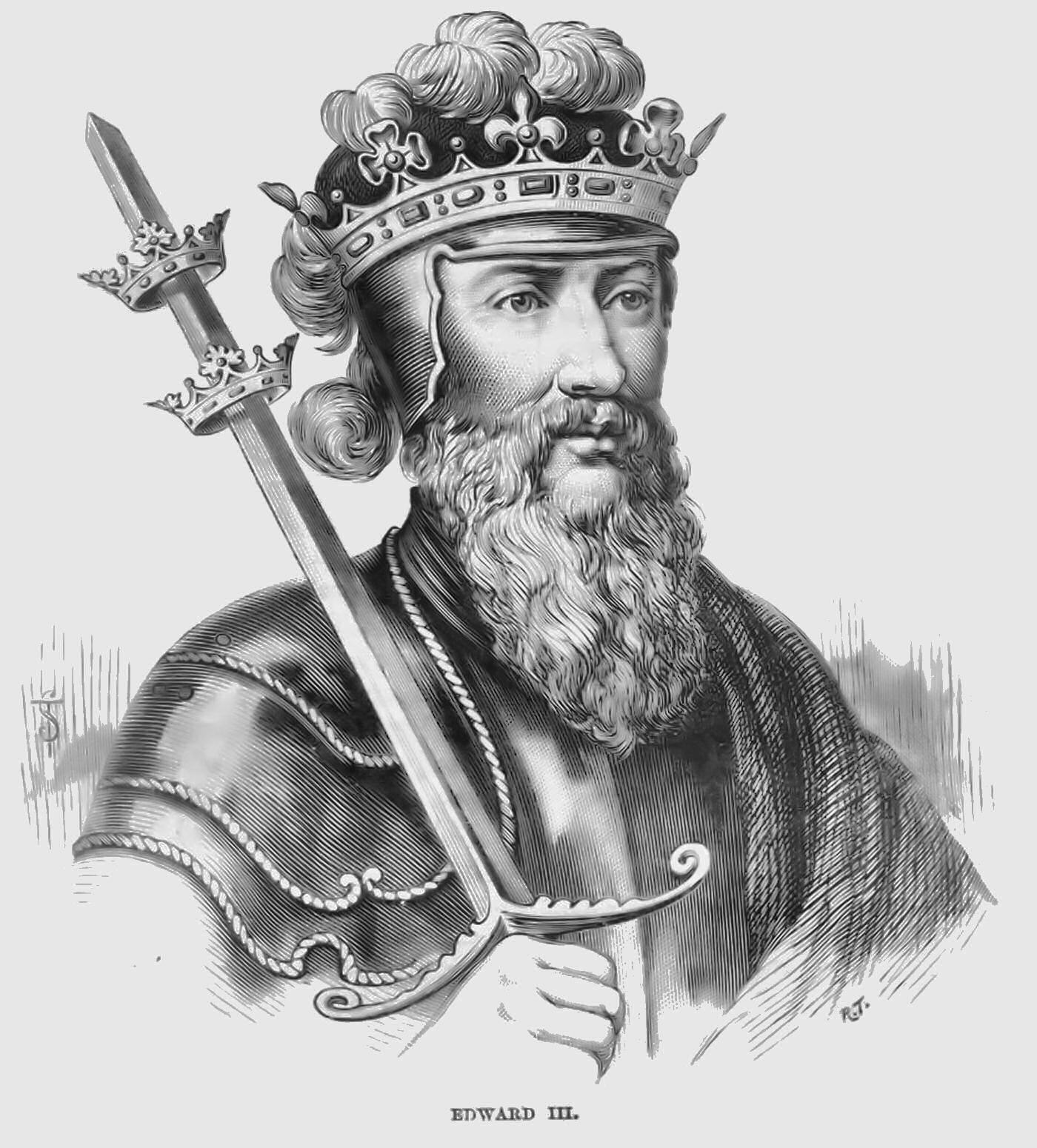
エドワード3世(1312-1377)誕生。ガーター騎士団を創立した。

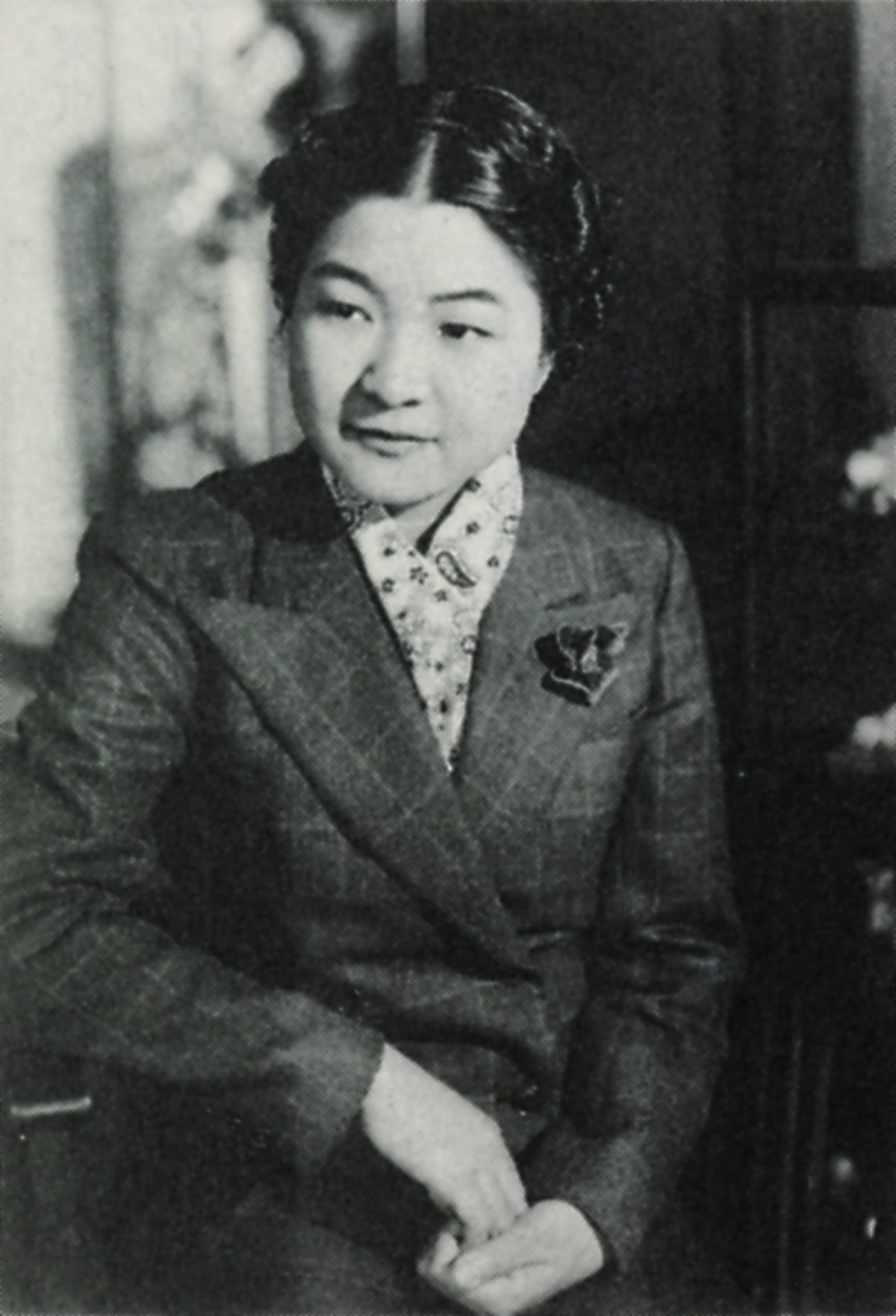
日本人初の女性弁護士のひとり三淵嘉子(1914-1984)誕生。2024年度前期放送NHK「連続テレビ小説」第110作虎に翼の主人公のモデルになった。

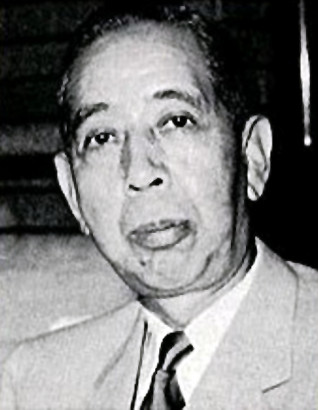
第56・57代内閣総理大臣、岸信介(1896-1987)誕生。

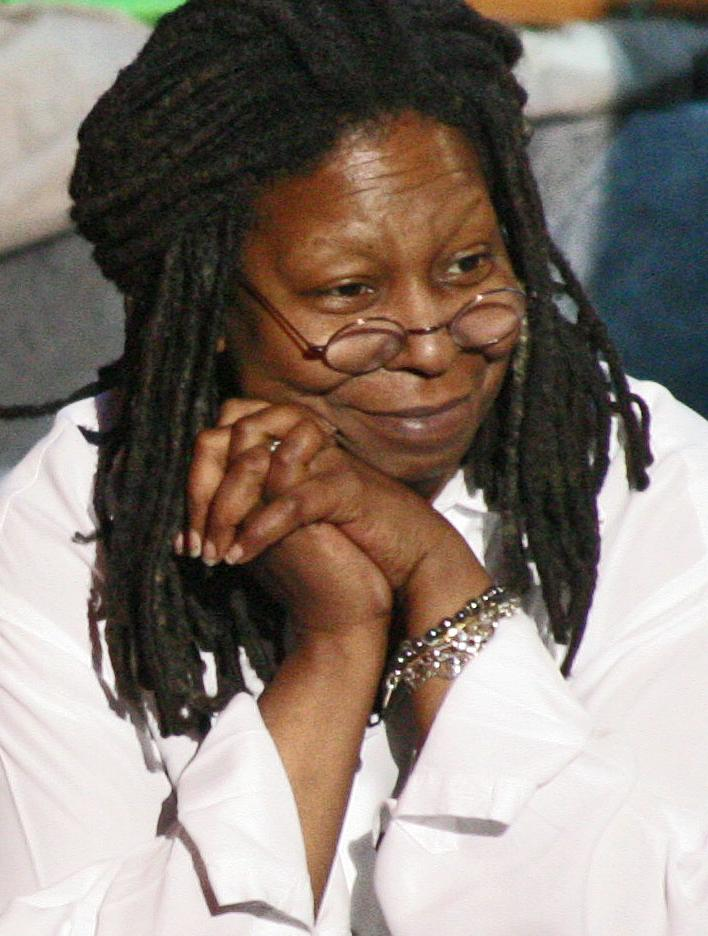
アメリカ合衆国の女優、ウーピー・ゴールドバーグ(1955-)誕生。

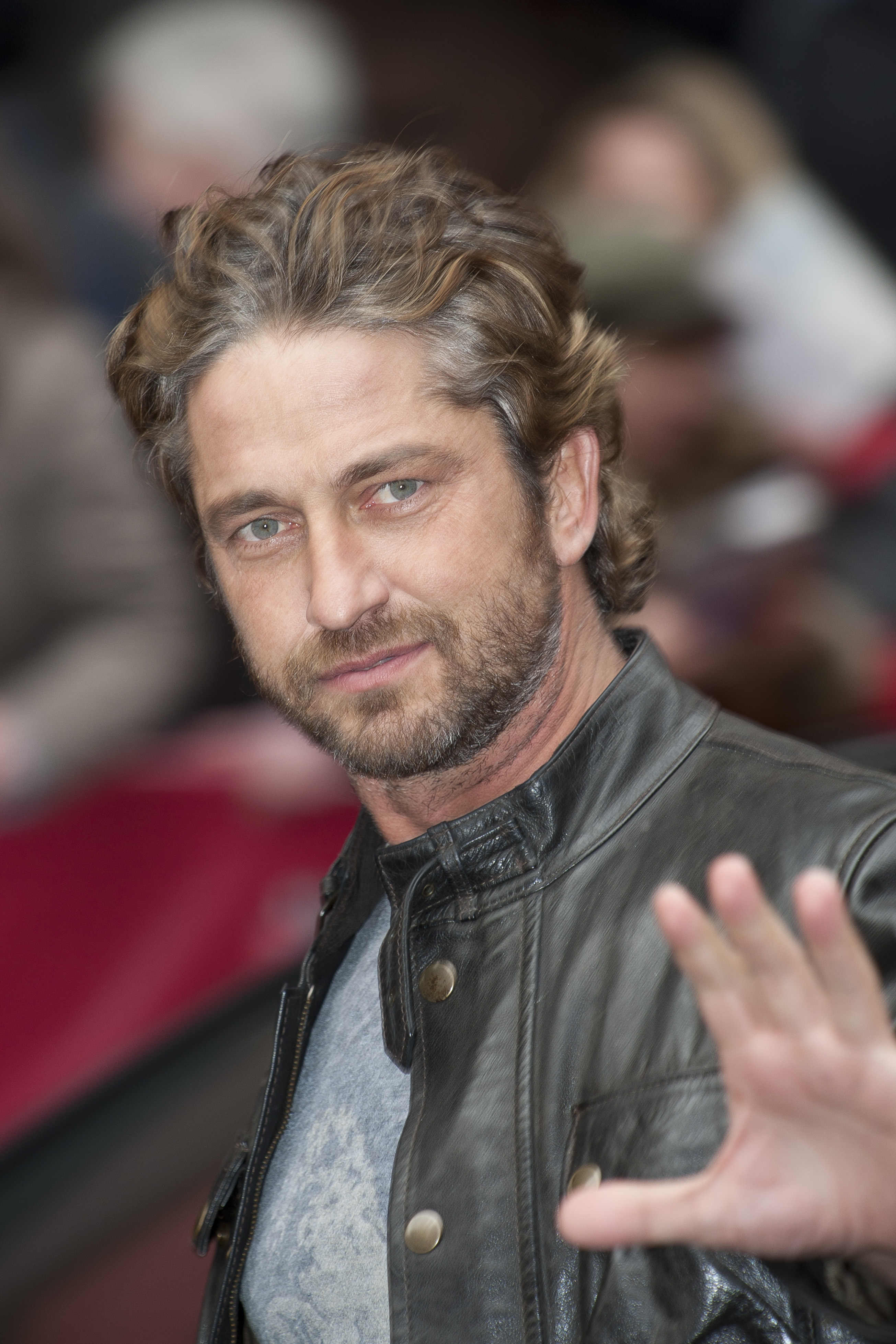
イギリスの俳優、ジェラルド・バトラー(1969-)誕生。

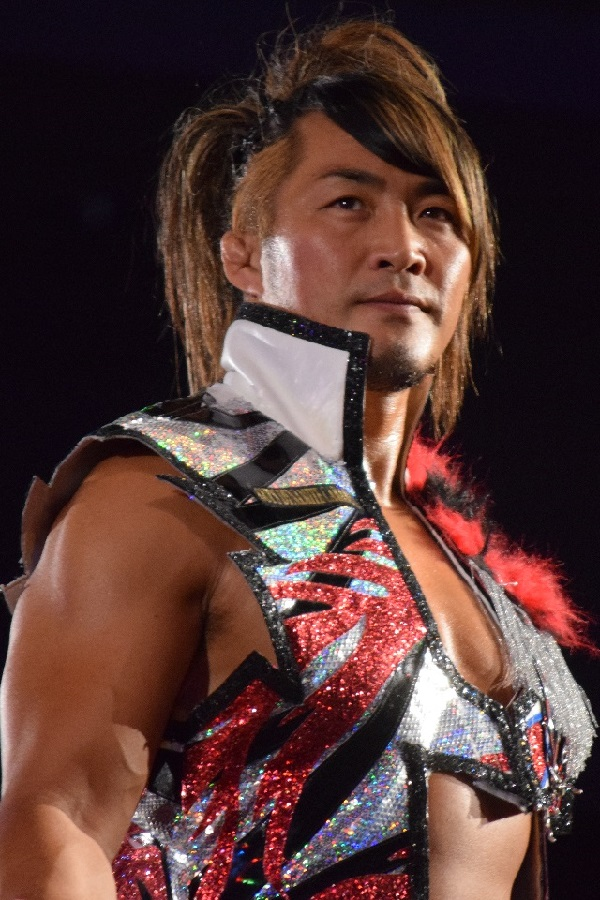
プロレスラー棚橋弘至(1976-)誕生。

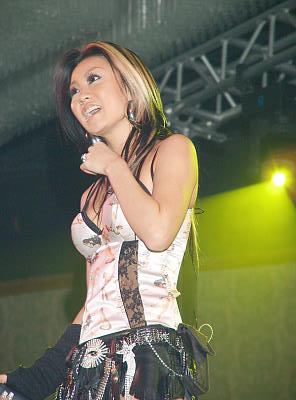
歌手倖田來未(1982-)誕生。

- 354年 - アウグスティヌス、キリスト教の聖人（+ 430年）
- 1312年 - エドワード3世、イングランド王（+ 1377年）
- 1760年（乾隆25年10月6日） - 嘉慶帝、清朝第7代皇帝（+ 1820年）
- 1767年 - ベルンハルト・ロンベルク、チェリスト、作曲家（+ 1841年）
- 1848年 - 原亮三郎、銀行家、政治家、元第九十五銀行頭取（+ 1919年）
- 1850年 - ロバート・ルイス・スティーヴンソン、小説家（+ 1894年）
- 1861年 - 武内桂舟、挿絵画家（+ 1942年）
- 1865年 - 野村三四郎、官僚、元田中鉱山監査役 (+ 1933年)
- 1866年 - エイブラハム・フレクスナー、化学者、 教育家 (+ 1959年)
- 1874年 - マルグリット・ロン、ピアニスト（+ 1966年）
- 1880年 - 布施辰治、弁護士、社会運動家（+ 1953年）
- 1880年 - 野村芳亭、映画監督、脚本家（+ 1934年）
- 1886年 - 太田正孝、政治家（+ 1982年）
- 1891年 - 古野伊之助、通信事業経営者（+ 1966年）
- 1891年 - 山縣三郎、官僚、元栃木県知事（+ 1966年）
- 1893年 - 望月春江、画家（+1979年）
- 1896年 - 岸信介、政治家、第56・57代内閣総理大臣（+ 1987年）
- 1899年 - 水野成夫、実業家、元経団連理事（+ 1972年）
- 1906年 - 久保喬、児童文学作家（+ 1998年）
- 1906年 - 滝沢修、俳優、演出家（+ 2000年）
- 1909年 - 坪川信三、政治家、元福井市長（+ 1977年）
- 1907年 - ソラーシュ・ラースロー、フィギュアスケート選手（+ 1980年）
- 1912年 - 久美京子、女優、宝塚歌劇団花組（+1980年）
- 1913年 - ロン・ノル、政治家（+ 1985年）
- 1914年 - 三淵嘉子、裁判官、弁護士（+ 1984年）
- 1917年 - 市古尚三、経済学者、元拓殖短期大学学長、拓殖大学名誉教授（+ 2014年）
- 1921年 - 三輪八郎、元プロ野球選手（+ 1944年）
- 1922年 - オスカー・ウェルナー、俳優（+ 1984年）
- 1922年 - エディ・ラダ、フィギュアスケート選手（+ 没年不詳）
- 1922年 - 馬渕健一、実業家、マブチモーター創業者（+ 2005年）
- 1923年 - 小林太三郎、経営学者、早稲田大学名誉教授（+ 2012年）
- 1924年 - 曲励起、囲碁棋士
- 1924年 - 木村資生、集団遺伝学者（+ 1994年）
- 1925年 - 鳥飼欣一、物理学者（+ 2006年）
- 1929年 - 朝潮太郎 (3代)、大相撲第46代横綱（+ 1988年）
- 1930年 - 高岩淡、映画プロデューサー・経営者（+ 2021年）
- 1931年 - 坂本由英、俳優（+1998年）
- 1932年 - 伊藤幸子、女優、声優
- 1932年 - 原子修、詩人、劇作家、札幌大学名誉教授（+ 2024年）
- 1935年 - 有町昌昭、元プロ野球選手
- 1936年 - 中村胤夫、実業家、元三越社長
- 1938年 - ジーン・セバーグ、女優（+ 1979年）
- 1939年 - ウェス・パーカー、元プロ野球選手
- 1939年 - カレル・ブリュックナー、元サッカー選手、監督
- 1940年 - ソール・クリプキ、哲学者（+ 2022年）
- 1942年 - 江藤漢斉、俳優
- 1944年 - 大口昭彦、弁護士
- 1945年 - 下村栄二、元プロ野球選手
- 1945年 - 長谷見昌弘、レーシングドライバー
- 1946年 - 大原麗子、女優（+ 2009年）
- 1946年 - 由紀さおり、歌手
- 1947年 - 道幸哲也、労働法学者、北海道大学名誉教授（+ 2023年）
- 1949年 - 鳴瀬喜博、ベーシスト（カシオペア）
- 1951年 - 伊勢正三、歌手（かぐや姫、風）
- 1951年 - 田中大輔、政治家、元東京都中野区長
- 1951年 - ジョン・海山・ネプチューン、尺八奏者、作曲家
- 1951年 - ラリー・ハーロー、元プロ野球選手
- 1952年 - 野村将希、俳優
- 1952年 - 吉田潤一、化学者（+2019年）
- 1953年 - チャールズ・ティックナー、フィギュアスケート選手
- 1954年 - 松永真理、編集者、iモードの生みの親
- 1954年 - 町野あかり、女優
- 1955年 - 大谷一夫、俳優
- 1955年 - 内田周作、元プロ野球選手
- 1955年 - ウーピー・ゴールドバーグ、女優
- 1956年 - クリストフ・コッホ、神経科学者
- 1957年 - 櫻井哲夫、ベーシスト（元カシオペア）
- 1960年 - 清水和音、ピアニスト
- 1961年 - 長谷川雄啓、ラジオパーソナリティ、音楽ライター
- 1962年 - 本田雅人、ミュージシャン、サックス奏者（元T-SQUARE）
- 1962年 - 山本文緒、作家（+ 2021年）
- 1963年 - 眠田直、漫画家、作家
- 1963年 - 斉藤絵里、女優
- 1965年 - 安蒜豊三、アナウンサー
- 1965年 - たまさぶろ、随筆家、バー評論家
- 1965年 - 南宣之、実業家、第7代東洋オリーブ株式会社社長
- 1965年 - 小野和義、元プロ野球選手
- 1966年 - 見栄晴、タレント
- 1967年 - 山本かおる、フリーアナウンサー
- 1967年 - 植松恵美子、政治家、三木町副町長
- 1967年 - ジミー・キンメル、司会者、コメディアン
- 1968年 - 野口薫、ミュージシャン
- 1968年 - 高木稟、俳優
- 1968年 - パット・ヘントゲン、元プロ野球選手
- 1968年 - 奥野僚右、元プロサッカー選手、指導者
- 1969年 - 高橋恭市、政治家、千葉県富津市長
- 1969年 - 伊藤渉、政治家
- 1969年 - ジェラルド・バトラー、俳優
- 1969年 - 浅野まゆみ、声優
- 1969年 - リゴ・ベルトラン、元プロ野球選手
- 1970年 - 中橋かおり、元アナウンサー
- 1971年 - 豊島圭介、映画監督
- 1972年 - ガンビーノ小林、お笑い芸人
- 1972年 - 木村拓哉、歌手、俳優、タレント（元SMAP）
- 1972年 - 小島弘章、お笑い芸人（オーケイ）
- 1972年 - 正津英志、元プロ野球選手
- 1972年 - サマンサ・ライリー、水泳選手
- 1973年 - 田尻ひろゆき、声優
- 1975年 - 三須亜希子、アナウンサー
- 1975年 - 小山恵生、元ラグビー選手
- 1975年 - マリア・ペトロバ、元新体操選手
- 1975年 - キム、サッカー選手
- 1976年 - 棚橋弘至、プロレスラー
- 1976年 - 平田忠則、競艇選手
- 1976年 - 眞島秀和、俳優
- 1976年 - 佐々木成三、犯罪コメンテーター、元警察官
- 1976年 - 横須賀ゆきの、元アナウンサー
- 1977年 - 黄暁明、俳優
- 1978年 - 許瑋倫、女優（+ 2007年）
- 1978年 - 山本貴之、お笑い芸人（すずらん）
- 1978年 - 申雪、フィギュアスケート選手
- 1979年 - 大西ライオン、お笑い芸人
- 1979年 - キック、お笑い芸人
- 1979年 - 佐藤麻衣、タレント
- 1979年 - ジェラルド・レアード、元プロ野球選手
- 1980年 - 松永智充、プロレスラー
- 1980年 - 木下菜穂子、俳優、声優
- 1981年 - 吉川輝昭、元プロ野球選手
- 1981年 - 髙谷裕亮、元プロ野球選手
- 1982年 - 倖田來未、歌手
- 1982年 - 清塚信也、ピアニスト
- 1982年 - 石井雅登、俳優、歌手
- 1982年 - 遠藤大翼、総合格闘家
- 1982年 - 稲葉雅人、プロレスラー
- 1982年 - ネルソン・パヤノ、プロ野球選手
- 1984年 - 橋本小雪、お笑い芸人（日本エレキテル連合）
- 1984年 - ルーカス・バリオス、サッカー選手
- 1984年 - 樋口智透、声優
- 1984年 - マナミ、シンガーソングライター（Play.Goose）
- 1985年 - 三木那由他、哲学者
- 1985年 - 佐藤広大、歌手、ラジオパーソナリティ
- 1985年 - 木尾陽平、お笑い芸人（元シンクロック）
- 1985年 - アズドルバル・カブレラ、プロ野球選手
- 1986年 - 戸塚祥太、タレント、俳優（A.B.C-Z）
- 1986年 - 斉藤佑圭、声優
- 1986年 - 安川結花、プロレスラー、女優
- 1986年 - 挾間美帆、作曲家、編曲家、指揮者
- 1986年 - 川崎真央、元女優
- 1986年 - 原田大輔、元プロレスラー
- 1986年 - 横山悠衣、元バスケットボール選手
- 1986年 - 池野光、元騎手
- 1986年 - ムン・チェウォン、女優
- 1987年 - 松嶋初音、タレント、元グラビアアイドル
- 1987年 - 西島尊大、音楽作家
- 1987年 - ティファニー・ポーター、陸上競技選手
- 1987年 - ダナ・ボルマー、競泳選手
- 1988年 - 豊田大樹、ラグビー選手
- 1989年 - 三澤樹知、新体操選手
- 1990年 - 玉木璃子、女優、グラビアモデル
- 1990年 - アローディス・ビスカイーノ、プロ野球選手
- 1990年 - クリス・デベンスキー、プロ野球選手
- 1990年 - 登里享平、サッカー選手
- 1990年 - 佐々木寛文、陸上選手
- 1991年 - 秋乃みずき、グラビアアイドル
- 1991年 - マット・ベネット、俳優
- 1991年 - 中村ナツ子、女優、ラジオパーソナリティー
- 1991年 - 寺岡真弘、元サッカー選手
- 1991年 - ローガン・ウェイド、プロ野球選手
- 1992年 - 米村美咲、ファッションモデル、女優
- 1993年 - 華優希、女優
- 1993年 - 服部勇馬、陸上競技選手
- 1993年 - 原口大輝、フリーアナウンサー
- 1993年 - 水谷侑暉、サッカー選手
- 1994年 - 立野沙紀、女優、歌手、タレント
- 1994年 - 三代大訓、プロボクサー
- 1995年 - 池岡星香、モデル、タレント
- 1995年 - 肘井竜蔵、元プロ野球選手
- 1995年 - ステラ・ハジェンズ、女優
- 1996年 - 真野しずく、グラビアアイドル
- 1996年 - 東李苑、タレント、元アイドル（元SKE48）
- 1997年 - 岡田美紅、YouTuber、元アイドル（元SKE48）
- 1997年 - 中村福之助 (3代目)、歌舞伎役者
- 1997年 - 船橋勇真、サッカー選手
- 1997年 - 河村一輝、陸上選手
- 1997年 - 東隼也、元サッカー選手
- 1998年 - 朝倉咲彩、レースクイーン
- 1999年 - 林琴奈、バレーボール選手
- 1999年 - 髙橋明日香、バドミントン選手
- 1999年 - ランド・ノリス、レーシングドライバー
- 2000年 - 24kGoldn、ラッパー
- 2001年 - 太陽、アイドル（ライスボール）
- 2003年 - MAYUKA、アイドル（NiziU）
- 2004年 - 安西叶翔、プロ野球選手
- 2006年 - 山岡聖怜、プロレスラー
- 生年不詳 - 花妃舞音、女優
- 生年不詳 - チョン・ジェミン、アイドル（KOKOON）
- 生年不詳 - 児島由美、シンガーソングライター、生田流箏奏者
- 生年不詳 - 綾瀬みゆう、声優
- 生年不詳 - 内野明音、声優
- 生年不詳 - 高橋裕吾、声優
- 生年不詳 - 天原、漫画家

## 忌日

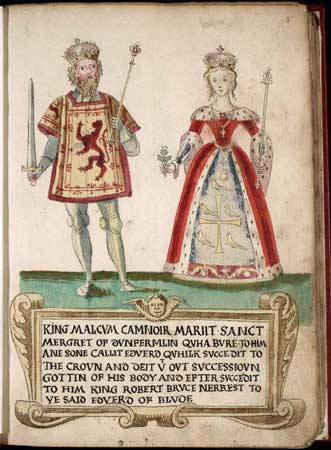
スコットランド王マルカム3世(左)(1031-1093)戦死。

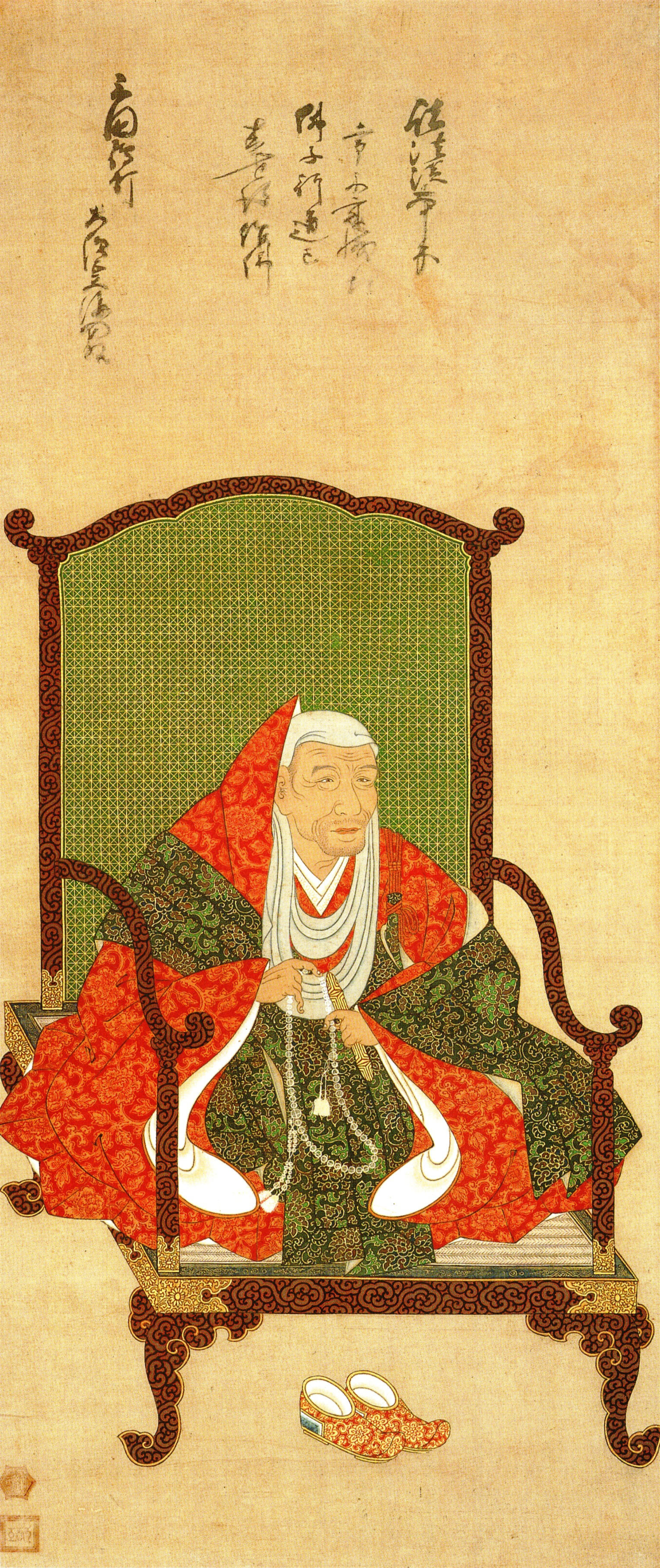
天台宗中興の祖天海(1536-1643)示寂。（諡号は慈眼大師）

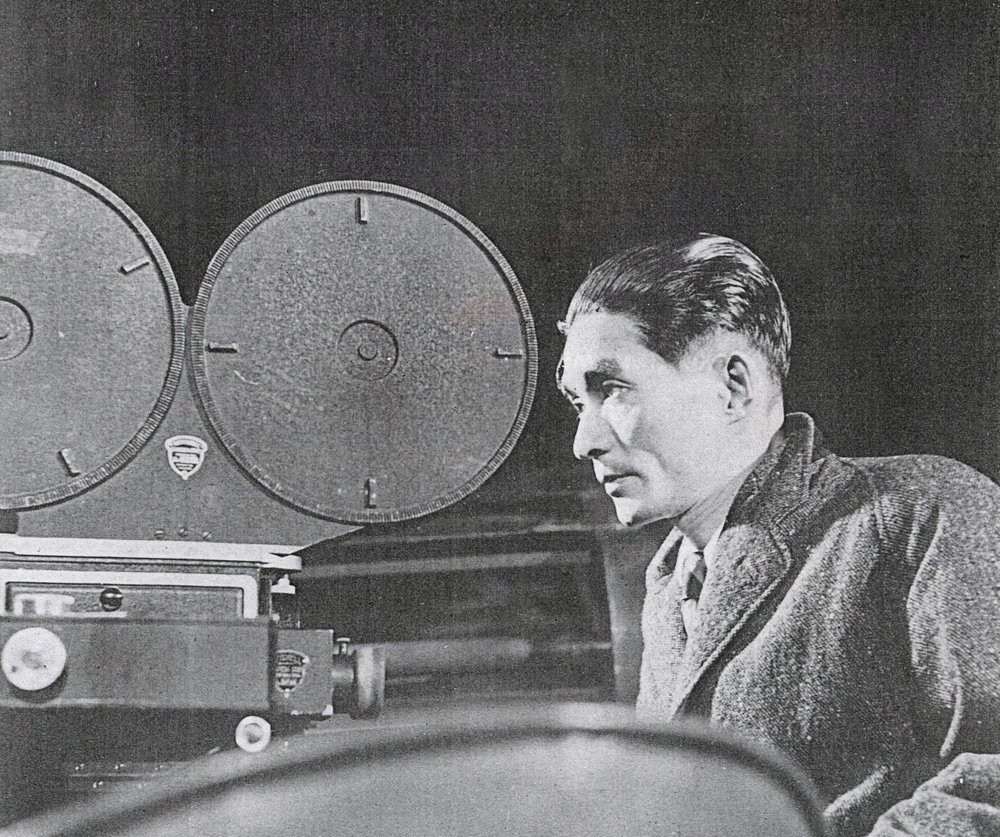
文芸映画の名匠豊田四郎(1906-1977)没。

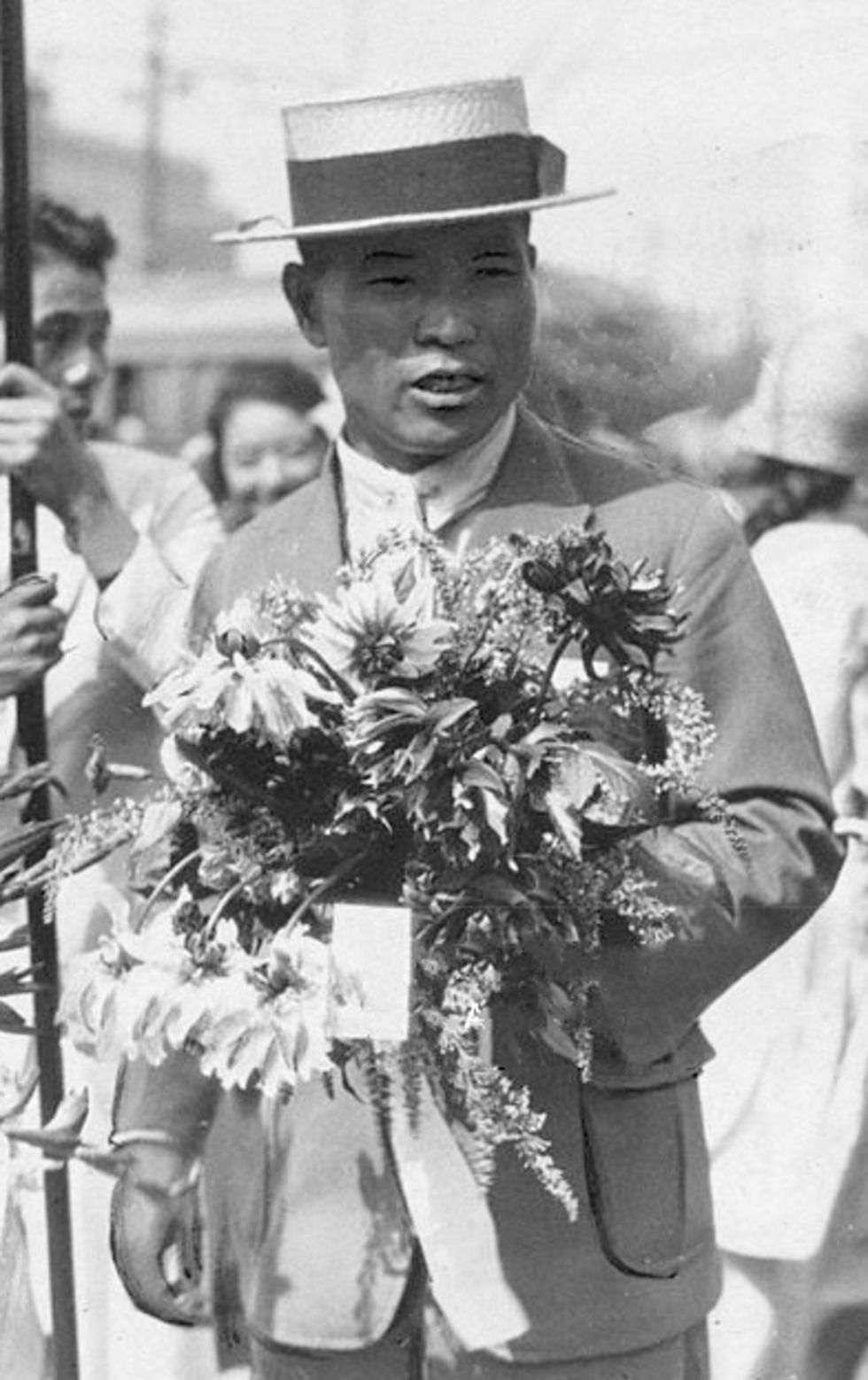
マラソン選手、金栗四三(1891-1983)没。

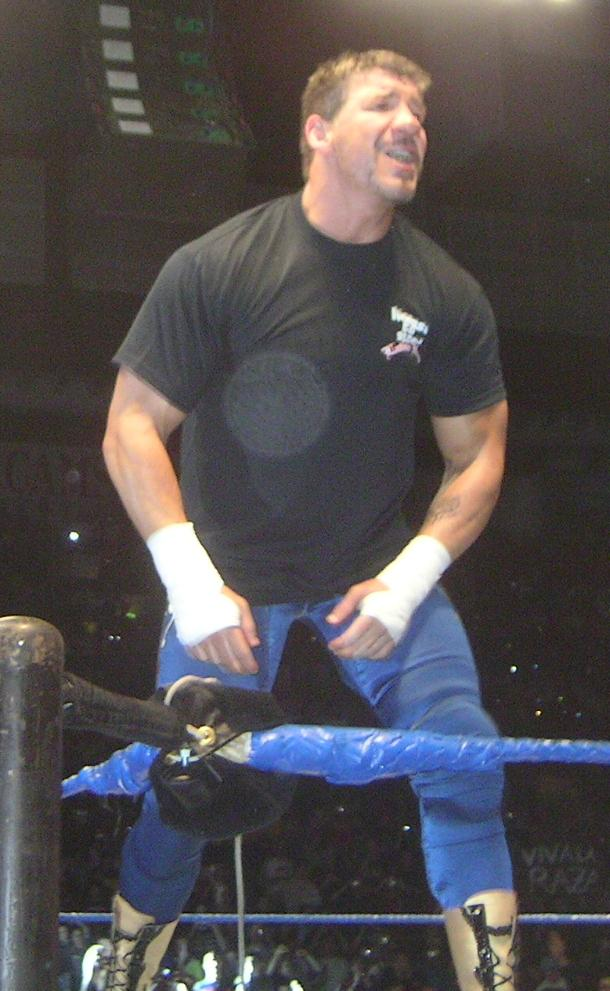
プロレスラー“ラティーノ・ヒート”エディ・ゲレロ(1967-2005)没。

- 790年（延暦9年10月3日） - 佐伯今毛人、奈良時代の貴族（* 719年）
- 923年（延長元年9月27日）- 平貞文、歌人（* 872年?）
- 1093年 - マルカム3世、スコットランド王（* 1031年）
- 1143年 - フールク・ダンジュー、エルサレム王（* 1089年または1092年）
- 1314年 - アルブレヒト2世、マイセン辺境伯（* 1240年）
- 1359年 - イヴァン2世、モスクワ大公（* 1326年）
- 1460年 - エンリケ航海王子、ポルトガルの王族（* 1394年）
- 1619年 - ルドヴィコ・カラッチ、画家、版画家（* 1555年）
- 1643年（寛永20年10月2日）- 天海、天台宗の僧（* 1536年）
- 1647年（正保4年10月17日）- 酒井忠勝、庄内藩主（* 1594年）
- 1713年（正徳3年9月26日）- 荻原重秀、江戸幕府勘定奉行（* 1658年）
- 1726年 - ゾフィア・ドロテア、英国王ジョージ1世の妃（* 1666年）
- 1770年 - ジョージ・グレンヴィル、政治家、イギリス首相（* 1712年）
- 1779年 - トーマス・チッペンデール、家具職人、デザイナー（* 1718年）
- 1849年 - ウィリアム・エッティ、画家（* 1787年）
- 1859年 - エルネスタ・レニャーニ・ビシ、画家、版画家（* 1788年）
- 1862年 - ルートヴィヒ・ウーラント、文献学者、法律家、政治家、詩人（* 1787年）
- 1868年 - ジョアキーノ・ロッシーニ、作曲家（* 1792年）
- 1868年 - デイヴィッド・トッド、政治家、第25代オハイオ州知事（* 1805年）
- 1883年 - ジェームズ・マリオン・シムズ（英語版）、外科医（* 1813年）
- 1903年 - カミーユ・ピサロ、画家（* 1830年）
- 1910年 - 小林富次郎、実業家、ライオン創業者（* 1852年）
- 1928年 - エンリコ・チェケッティ、バレエダンサー、教育者（* 1850年）
- 1943年 - 菅虎雄、ドイツ語学者、書家（* 1864年）
- 1943年 - モーリス・ドニ、画家（* 1870年）
- 1947年 - ラファエル・エデュアルト・リーゼガング、化学者、写真家、起業家（* 1869年）
- 1951年 - ニコライ・メトネル、作曲家、ピアニスト（* 1880年）
- 1952年 - マーガレット・ワイズ・ブラウン、編集者、児童文学作家（* 1910年）
- 1954年 - ジャック・ファット、ファッションデザイナー（* 1912年）
- 1958年 - 中川紫郎、映画監督（* 1892年）
- 1962年 - 木村時子、歌手、女優、声優（* 1896年）
- 1967年 - ハリエット・コーエン、ピアニスト（* 1895年）
- 1968年 - 銭村健一郎、野球選手（* 1900年）
- 1968年 - 北林透馬、小説家（* 1904年）
- 1972年 - 築地俊龍、野球選手（* 1904年）
- 1973年 - エルザ・スキャパレッリ、ファッションデザイナー（* 1890年）
- 1973年 - カーディニ、奇術師（* 1895年）
- 1973年 - サトウハチロー、詩人（* 1903年）
- 1973年 - ブルーノ・マデルナ、作曲家、指揮者（* 1920年）
- 1974年 - ヴィットリオ・デ・シーカ、映画監督（* 1901年）
- 1975年 - ロバート・C・シェリフ、劇作家、脚本家、小説家（* 1896年）
- 1976年 - 上田穣、天文学者（* 1892年）
- 1977年 - 山高しげり、政治家、婦人運動家、初代全国地域婦人団体連絡協議会理事長（* 1899年）
- 1977年 - 豊田四郎、映画監督（* 1906年）
- 1981年 - 石田宥全、農民運動家、政治家、元新潟県中蒲原郡川東村長（* 1901年）
- 1983年 - 金栗四三、マラソン選手、箱根駅伝創始者（* 1891年）
- 1983年 - ルイーズ・トレイシー（英語版）、女優、ジョン・トレイシー・クリニック（英語版）創設者（* 1896年）
- 1987年 - 矢野二郎[13]、教育者、政治家、元京都府宮津市長
- 1988年 - アンタル・ドラティ、指揮者（* 1906年）
- 1989年 - ヴィクター・デービス（英語版）、水泳選手、1984年ロサンゼルス五輪金メダリスト（* 1964年）
- 1990年 - 吉本弘次、実業家、元西日本鉄道社長（* 1913年）
- 1990年 - ボビー・マルカーノ、元プロ野球選手（* 1951年）
- 1992年 - モーリス・オアナ、作曲家（* 1913年）
- 1993年 - タチアナ・ニコラーエワ、ピアニスト（* 1924年）
- 1994年 - 木村資生、集団遺伝学者（* 1924年）
- 1994年 - ウラジーミル・イワシコ、政治家、ソビエト連邦共産党副書記長（* 1932年）
- 1995年 - 町春草[14]、書家、俳人（* 1922年）
- 1997年 - 江戸英雄、実業家（* 1903年）
- 1997年 - ジェームズ・クッテ（英語版）、アルペンスキー、ジャンプ選手、指導者（* 1921年）
- 1997年 - アンドレ・ブクレシュリエフ、作曲家（* 1925年）
- 1998年 - ヴァレリー・ホブソン（英語版）、女優（* 1917年）
- 1998年 - レッド・ホルツマン、バスケットボール選手（* 1920年）
- 1998年 - 貝塚爽平、地形学者（* 1926年）
- 1998年 - 並木ひろし、歌手、作詞家、作曲家（* 1942年）
- 2000年 - 佐竹覚[15]、実業家、元佐竹製作所社長（* 1925年）
- 2001年 - コーネリアス・ウォーマーダム（英語版）、棒高跳び選手、国際陸上競技連盟殿堂（* 1915年）
- 2002年 - 小山正孝、詩人（* 1916年）
- 2002年 - ローランド・ハナ、ジャズピアニスト、作曲家（* 1932年）
- 2003年 - 川手ミトヨ、スーパーセンテナリアン（* 1889年）
- 2003年 - 富田朝彦、宮内庁長官（* 1920年）
- 2003年 - 中園康夫、社会福祉学者（* 1928年）
- 2004年 - カルロ・ルスティケッリ、映画音楽作曲家（* 1916年）
- 2004年 - オール・ダーティー・バスタード、ヒップホップミュージシャン（* 1968年）
- 2005年 - 斎藤都世子[16]、服飾デザイナー（* 1913年）
- 2005年 - 松本正、工学者、元北海道工業大学学長・同大学名誉教授（* 1915年）
- 2005年 - ショパン猪狩、お笑いタレント（東京コミックショウ）（* 1917年）
- 2005年 - エディ・ゲレロ、プロレスラー（* 1967年）
- 2006年 - 西村進一、プロ野球選手（* 1919年）
- 2007年 - 三宮武夫、実業家、元日本曹達社長（* 1921年）
- 2007年 - 風倉匠、前衛芸術家（* 1936年）
- 2007年 - 稲尾和久、元プロ野球選手、元プロ野球監督（* 1937年）
- 2007年 - ロバート・テイラー、陸上競技選手（* 1948年）
- 2008年 - 近藤いね子、英文学者、津田塾大学名誉教授（* 1911年）
- 2008年 - マルチェロ・フォンダート、脚本家、映画監督（* 1924年）
- 2008年 - 佐藤栄太郎、教育者、学校法人佐藤栄学園創設者（* 1928年）
- 2009年 - 田英夫、政治家、ニュースキャスター（* 1923年）
- 2009年 - デル・ハイムズ（英語版）、言語学者、文化人類学者（* 1927年）
- 2009年 - ミハウ・ガヨフニク、カヌー選手（* 1981年）
- 2010年 - ルイス・ガルシア・ベルランガ、映画監督、脚本家（* 1921年）
- 2010年 - アラン・サンデージ、天文学者（* 1926年）
- 2010年 - 遅塚忠躬、西洋史学者、お茶の水女子大学名誉教授（* 1932年）
- 2010年 - 北小路敏、新左翼運動家（* 1936年）
- 2010年 - 市原宏祐、サクソフォーン奏者、フルート奏者（* 1936年）
- 2011年 - 堀越克明、教育者、元学校法人堀越学園理事長・穎明館中学・高等学校理事長（* 1919年）
- 2011年 - 篠原治[17]、実業家、元日本車輌製造社長（* 1924年）
- 2012年 - ブライス・ベイヤー（英語版）、電子技術者（* 1929年）
- 2012年 - 金森順次郎、物理学者、第13代大阪大学総長・同大学名誉教授（* 1930年）
- 2012年 - 阿部薫、医学者、国立がんセンター名誉総長、横浜労災病院名誉院長（* 1933年）
- 2013年 - 相生千恵子、女優、声優（* 1934年）
- 2014年 - アルヴィン・ダーク、プロ野球選手、監督（* 1922年）
- 2014年 - アレクサンドル・グロタンディーク、数学者（* 1928年）
- 2014年 - 貝原俊民、自治官僚、政治家、第5代兵庫県知事（* 1933年）
- 2015年 - 大木浩、政治家、第3代環境大臣、第35代環境庁長官（* 1927年）
- 2015年 - 野村哲也、経営者、前清水建設社長（* 1938年）
- 2015年 - 野尻知里、実業家、元テルモ上席執行役員（* 1952年）
- 2016年 - 佐藤寿々江、彩色家（* 1928年）
- 2016年 - エンゾ・マイオルカ、フリーダイバー（* 1931年）
- 2016年 - 水谷美彦[18]、実業家、元東邦ガス副社長、元東邦不動産社長（* 1934年）
- 2016年 - レオン・ラッセル、シンガーソングライター、ミュージシャン（* 1942年）
- 2017年 - ボビー・ドーア、元プロ野球選手、アメリカ野球殿堂表彰者（* 1918年）
- 2018年 - キャサリン・マグレガー、女優（* 1925年）
- 2018年 - ロナルド・ドーア、社会学者、ロンドン大学名誉教授、同志社大学名誉文化博士（* 1925年）
- 2018年 - 成田賢、シンガーソングライター、歌手（* 1945年）
- 2018年 - 片山広明、サックス奏者、ミュージシャン（* 1951年）
- 2019年 - 安田章一郎、英文学者、名古屋大学名誉教授（* 1914年）
- 2019年 - 田村多津夫、脚本家、構成作家（* 1932年）
- 2019年 - レイモン・プリドール、サイクルロードレーサー（* 1936年）
- 2019年 - 西村繁樹、元陸上自衛官、作家、軍事評論家（* 1947年）
- 2019年 - 滝口幸広、俳優、タレント（* 1985年）
- 2020年 - 奥田精一郎、水泳指導者、イトマンスイミングスクール名誉会長（* 1920年）
- 2020年 - 大津淳、元プロ野球選手、元阪神タイガース営業部長・編成部長（* 1932年）
- 2020年 - 佐藤良晴[19]、実業家、元山武（現アズビル）社長（* 1938年）
- 2020年 - ピーター・サトクリフ、シリアルキラー（* 1946年）
- 2020年 - ジム・ペース、レーシングドライバー（* 1961年）
- 2020年 - 窪寺昭、俳優（* 1977年）
- 2021年 - 長谷川和夫、医学者、精神科医、聖マリアンナ医科大学名誉教授（* 1929年）
- 2021年 - ジョン・ピアソン（英語版）、小説家、伝記作家（* 1930年）
- 2021年 - ボブ・ボンデュラント（英語版）、レーシングドライバー、ドライビングインストラクター（* 1933年）
- 2021年 - ウィルバー・スミス、冒険小説家（* 1933年）
- 2021年 - ワダ・エミ、衣裳デザイナー（* 1937年）
- 2021年 - ギルバート・ハーマン、哲学者（* 1938年）
- 2021年 - 時崎雄司、政治家（* 1940年）
- 2021年 - 木下守[20]、実業家、G-7ホールディングス創業者（* 1942年）
- 2021年 - 高井和大、神職、貴船神社宮司（* 1942年）
- 2021年 - グリゴリー・ガリツィン、写真家（* 1957年）
- 2022年 - アンソニー・ジョンソン、総合格闘家（* 1984年）
- 2023年 - 生田正治、実業家、初代日本郵政公社総裁（* 1935年）
- 2023年 - マリアン・トランプ・バリー、裁判官、弁護士（* 1937年）
- 2023年 - 石井衛[21]、囲碁棋士（* 1937年）
- 2023年 - マイケル・ビショップ、SF作家（* 1945年）
- 2024年 - 谷川俊太郎、詩人（* 1931年）
- 2024年 - 髙橋秀実、ノンフィクション作家（* 1961年）

## 記念日・年中行事
- 茨城県民の日（ 日本  茨城県）
1871年12月24日（明治4年旧暦11月13日）、廃藩置県によって「茨城県」の名称が初めて使われたことにちなみ、茨城県が1968年に制定[22]。
- いい焼き芋の日（ 日本）
埼玉県戸田市に本部を置く「株式会社いも子のやきいも阿佐美や」が制定。さつまいもが熟成されることでおいしい焼き芋になることを知ってもらい、おやつに焼き芋を食べて健康になる人を増やすのが目的。日付は、さつまいもは熟成させることで甘みが増すことから「さつまいもの日」と言われる10月13日の1か月後の11月13日を記念日とした。
- チーかまの日（ 日本）
かまぼこを基調にチーズを混ぜ合わせた「チーかま」を、多くの人に味わってもらおうと製造者の丸善が制定。日付けは11月11日がチーズの日、11月15日がかまぼこの日と言われていることから、その中間の11月13日にした[23]。
- いいひざの日（ 日本）
ゼリア新薬工業株式会社がひざ関節痛の治療や予防を広く呼びかけるために制定。日付けは11と13で、「いいひざ」と読む語呂合わせから[24]。
- 消費者が作ったシャンプー記念日（ 日本）
自分たちの髪の悩みから、消費者にしかできない商品（シャンプー）作りに取り組む熊本市にある株式会社ネイチャー生活倶楽部が制定。日付けは11と13で、「いいかみ（髪）」と読む語呂合わせから[24]。
- 空也忌（ 日本）
この日、平安中期の僧空也上人が、東国教化のため出寺した。「寺を出る日を以て忌日とせよ」といい残して東国に向かったことからこの日が忌日とされている。醍醐天皇の第5皇子とも伝えられる空也上人は、諸国を巡り常に市井にあって諸人に念仏をすすめ市聖・阿弥陀聖などと呼ばれた。現在、京都の空也堂では、毎年11月の第2日曜日に、開山忌（空也忌）の法要が営まれている[25]。
- うるしの日（ 日本）
平安時代に文徳天皇の第一皇子・惟喬親王が京都の法輪寺に参詣した時に「うるしの製法」や「漆器の製法」を虚空蔵菩薩から伝授されたという伝説から、その満願の日である11月13日を「うるしの日」に制定した[26]。